# Laane (Kõpu)
Laane – wieś w Estonii, w prowincji Viljandi, w gminie Sakala Północna.